# کامی، هیوگو (میکاتا)
کامی، هیوگو (میکاتا) (به لاتین: Kami, Hyōgo (Mikata)) یک منطقهٔ مسکونی در ژاپن است که در استان هیوگو واقع شده‌است. کامی ۲۱٬۷۹۳ نفر جمعیت دارد.